# Latarnia morska Cape Wrath
Latarnia morska Cape Wrath – zbudowana w roku 1828 przez szkockiego inżyniera Roberta Stevensona, dziadka Roberta Louisa Stevensona dla Northern Lighthouse Board. Położona jest na przylądku Cape Wrath około 16 kilometrów na północny zachód od wioski Durness w Sutherland, Highland. Latarnia została wpisana w 1971 roku na listę zabytków kategorii A Historic Scotland pod numerem 488. Obiekt znajduje się także na liście Royal Commission on the Ancient and Historical Monuments of Scotland pod numerem  NC27SE 3.
Granitowa budowla o wysokości 20,1 m, której światło znajduje się na wysokości 122 metrów nad poziom morza, kosztowała około 14 tysięcy funtów i rozpoczęła pracę 24 grudnia 1828 roku.  Latarnia została zelektryfikowana w 1980 roku. W 1998 roku latarnia została zautomatyzowana i jest sterowana z centrum w Edynburgu.